# 301622 Chastel
301622 Chastel este o planetă minoră (asteroid) din centura de asteroizi. A fost descoperită pe 16 februarie 2010 la Haleakalā Observatory⁠(d) de . 
Obiectul prezintă o orbită caracterizată de o semiaxă mare de 2,2487953376011 UAi, o excentricitate de 0,099837011290462, o înclinație de 5,6675458036146 ° în raport cu ecliptica.